# ГАЗ-62

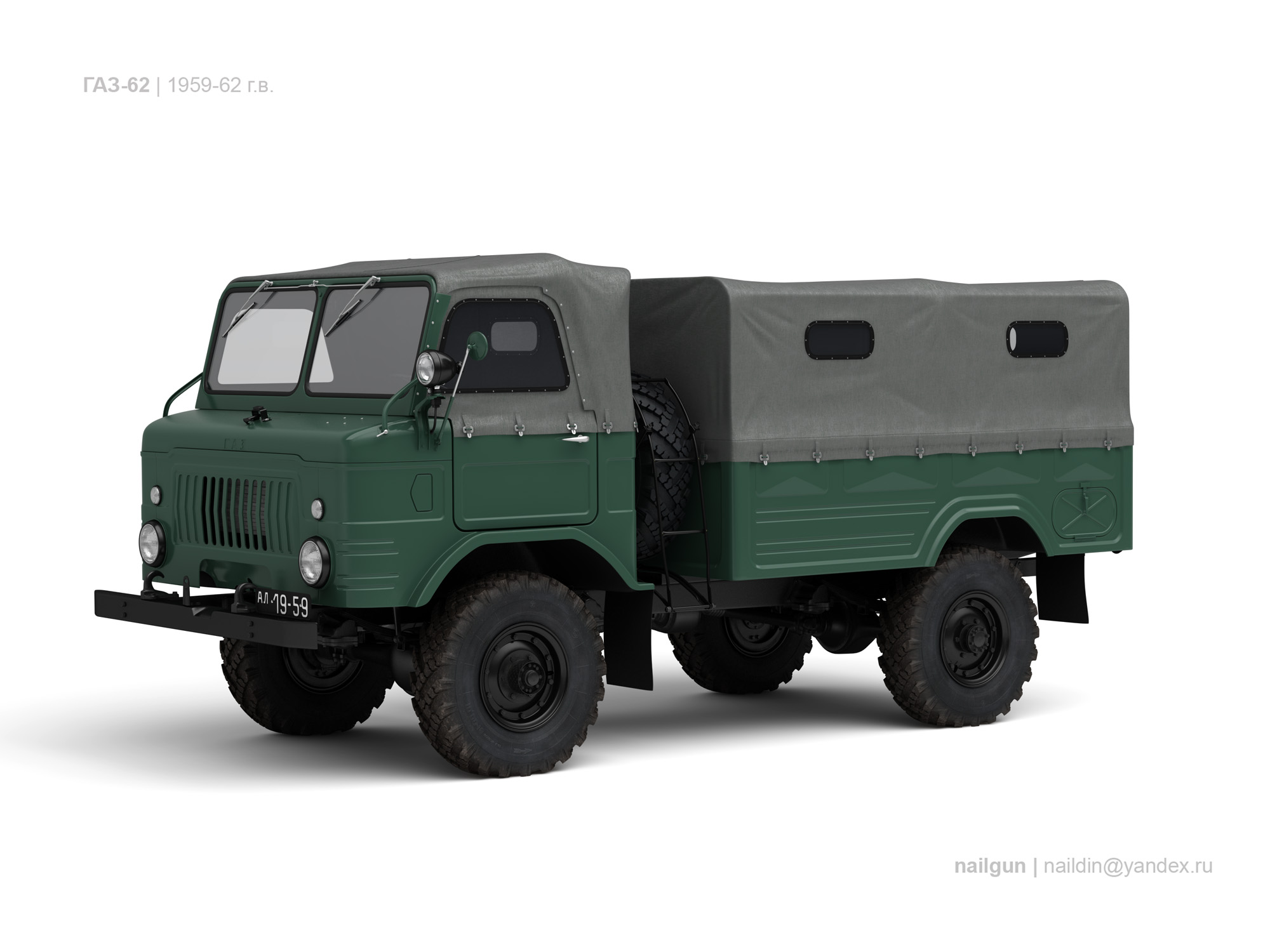
ГАЗ-62

Моделі ГАЗ-62 мали три різні автомобілі, один формату ГАЗ-69, почали виробляти у 1940, і два формату ГАЗ-66, у 1952.
ГАЗ-62 — радянський десантний вантажний автомобіль з колісною формулою 4х4 і кабіною над двигуном. Розрахований на транспортування 12 осіб або 1,1 т вантажу в складних дорожніх умовах.
Під індексом ГАЗ-62 були також створені кілька прототипів з капотним компонуванням, але малою серією була випущена тільки модель з безкапотним компонуванням.

## Історія
На випробуваннях в ролі найближчого закордонного аналога «ГАЗ-62» виступав німецький «Unimog», при цьому вітчизняний всюдихід не поступався йому за прохідністю. При масі 2570 к. «ГАЗ-62» без причепа долав підйом в 32 градуси, з причепом — 22 градуси. Максимальна глибина прохідного броду доходила до 0,8 метра. Після всіх випробувань «ГАЗ-62» стали збирати на конвеєрі і направляти в армію. Випуск 1959 року склав 40 машин, 1960 — 21, в 1961 році виготовили п'ять автомобілів, в 1962 році — три. У 1962 році випуск всюдихода був припинений, і йому навіть не знайшлося місця в заводському музеї історії ВАТ «ГАЗ».

## Опис
«ГАЗ-62» являє собою вантажний автомобіль підвищеної прохідності вантажопідйомністю 1,1 тонни призначений для руху в складних дорожніх умовах і по бездоріжжю. Висока прохідність забезпечується використанням кулачкових самоблокуючих диференціалів і великим дорожнім просвітом. При подоланні піщаних і заболочених ґрунтів шини «ГАЗ-62» дозволяли рухатися автомобілю з тиском в них всього 0,5 кгс/см2, що було істотним досягненням для машин тих років. Завдяки брезентовому верху кабіни, відкидному вітровому склу і знімним верхнім боковинам дверей зі склом «ГАЗ-62» 1940 р. міг розміститися всередині вертольота «Мі-4» і десантуватися на парашуті (тут, швидше за все, помилка в першоджерелі, вантажопідйомність «Мі-4» всього 1600 кг і перевозити він міг «ГАЗ-67» або «ГАЗ-69»). Для полегшення доступу до силового агрегату кабіна відкидалася вперед за допомогою двох пружин. Всюдихід оснастили більш економічним варіантом 6-циліндрового двигуна ГАЗ-11, що мав систему форкамерно-факельного запалювання. Міжколісні диференціали кулачкового типу, головні передачі мостів з гіпоїдним зачепленням, телескопічні амортизатори і шини з розпірні кільцями надалі можна було побачити на всіх наступних повнопривідних моделях заводу.

## Модифікації
- ГАЗ-62 — базова модель
- ГАЗ-62А — з лебідкою, яка встановлюється за переднім бампером